# Hôtel de ville de Westmount
L'hôtel de ville de Westmount est le siège de la mairie de Westmount, Québec. Il est situé au 4333, rue Sherbrooke Ouest.
Il a été conçu par les architectes Francis R. Findlay et Robert Findlay dans le style néo-Tudor, rappelant celui des châteaux écossais, avec sa tour centrale, ses créneaux et ses tourelles. Il a été achevé en 1922 et sa pierre angulaire contenant divers documents historiques a été posée le 14 octobre 1922 par le maire P. W. McLagan. Il a subi une rénovation intérieure majeure, achevée en 1965.